# Otakar Michl
Otakar Michl, přezdívaný Alfréd, (15. ledna 1949 Praha – 7. května 2021) byl český hudebník, překladatel a spisovatel.

## Život
Již od školy prošel několika kapelami. V sedmdesátých letech začal hrát se skupinou Umělá hmota, kterou však záhy opustil a přešel k DG 307. Koncertně doprovázel také kapelu The Plastic People of the Universe. Později se dlouhodobě hudbě nevěnoval. S obnovenými kapelami UH a DG 307 hrál znovu v devadesátých letech; s oběma nahrál dvě studiová alba. V roce 2003 se účastnil reunionu kapely Aktual. Podepsal Chartu 77. Později byl odborníkem v oblasti vězeňství.

## Dílo

### Diskografie
- Barbara (Umělá hmota, 1991)
- My dva a kněz (Umělá hmota, 1993)
- Kniha psaná chaosem (DG 307, 1996)
- Siluety (DG 307, 1998)
- Trouble Every Day (The Plastic People of the Universe, 2002)
- Magický město vyhořelo (DG 307, 2008)
- V katedrálách ticha (DG 307, 2011)